# Vụ hỏa hoạn nhà thờ Đức Bà Paris
Vào ngày 15 tháng 4 năm 2019, ngay trước 18 giờ 40 phút CEST, một đám cháy đã bùng phát trên mái nhà Nhà thờ Đức Bà Paris ở Paris, Pháp, gây thiệt hại đáng kể cho tòa nhà. Chóp nhà thờ và mái bị sập, và thiệt hại đáng kể đã xảy ra đối với bên trong và các bức tường của nhà thờ. Tuy nhiên, trần đá vòm bên dưới mái nhà đã ngăn phần lớn ngọn lửa rơi vào phần nội viện của nhà thờ bên dưới.
Tổng thống Pháp Emmanuel Macron đã hứa sửa chữa lại nhà thờ, được tài trợ ít nhất một phần bởi một chiến dịch gây quỹ quốc gia. Nhà thờ mở cửa trở lại vào ngày 7 tháng 12 năm 2024.

## Bối cảnh

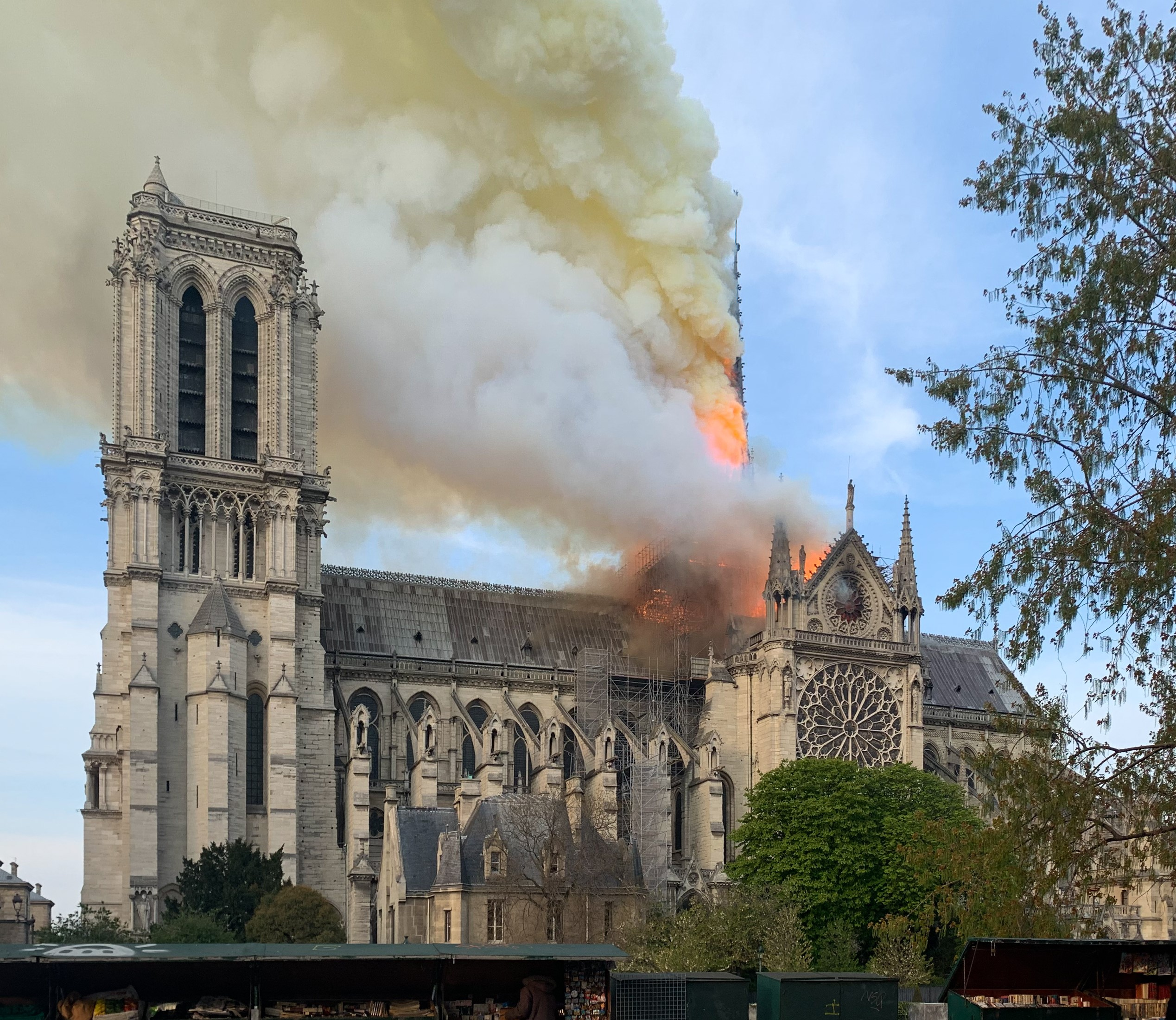
Ngọn lửa bắt đầu trong căn gác của nhà thờ

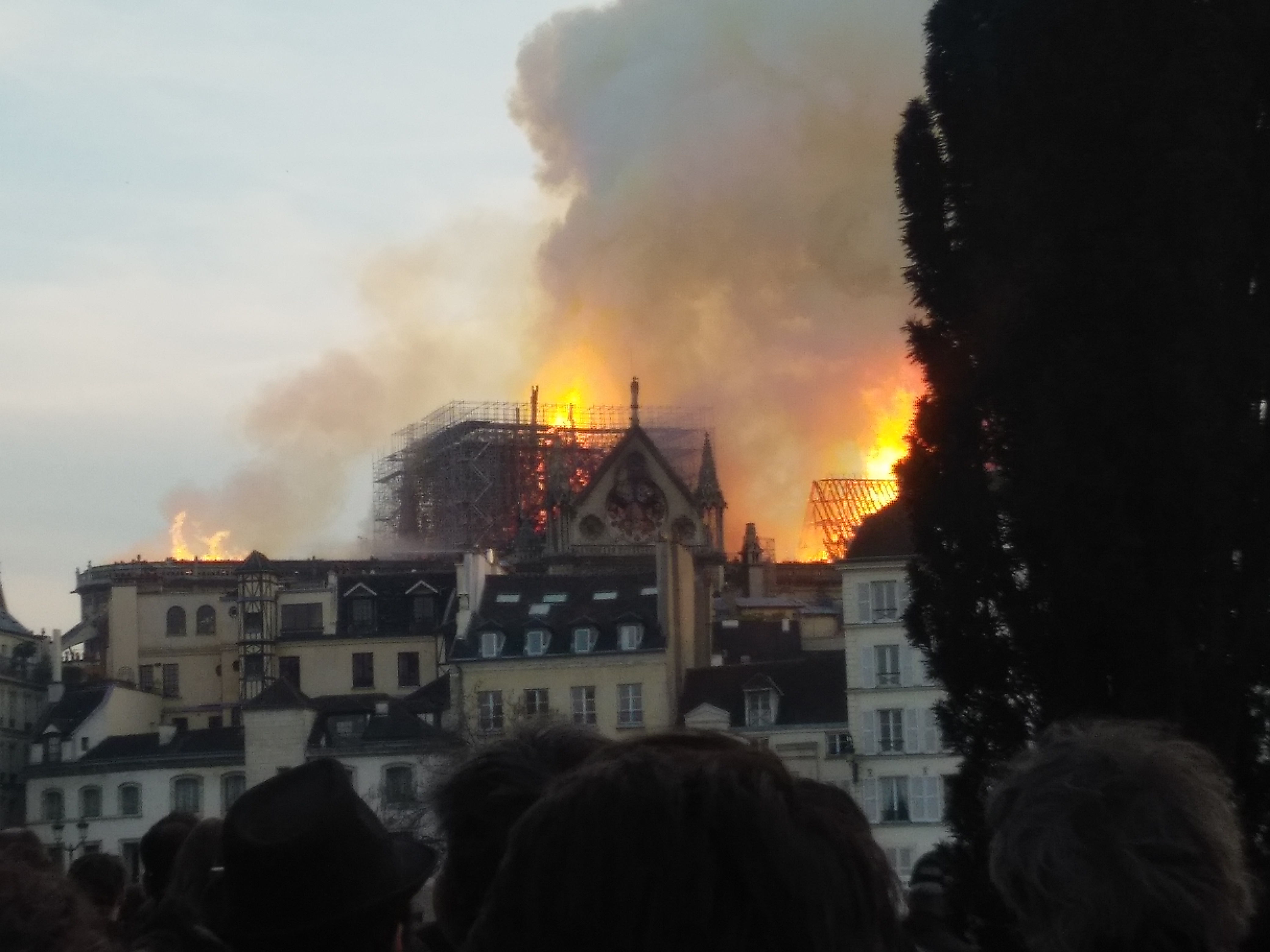
Nhà thờ đang được cải tạo vào thời điểm xảy ra hỏa hoạn, được nhìn thấy bởi giàn giáo xung quanh phần còn lại của chóp.

Nhà thờ Đức Bà Paris có từ thế kỷ XII và bao gồm một hỗn hợp bằng đá để hỗ trợ kết cấu và gỗ cho mái nhà chính và ngọn tháp biểu tượng của nó. Sau này là một trò giải trí thế kỷ XIX, trong gỗ sồi phủ chì; chóp ban đầu đã bị bỏ đi vào năm 1786.
Trong những năm gần đây, nhà thờ đã bắt đầu cho thấy sự hao mòn đáng kể, với một số đồ đá bị sứt mẻ. Philippe Villeneuve, Tổng kiến trúc sư di tích lịch sử ở Pháp, tuyên bố vào tháng 7 năm 2017 rằng "ô nhiễm là thủ phạm lớn nhất."  Các quan chức nhà thờ ước tính rằng họ cần tổng cộng 185 triệu USD để sửa chữa để khôi phục tòa nhà. Chính phủ Pháp coi nhà thờ cần bảo trì và phục hồi và đã thông qua kháng cáo khẩn cấp vào năm 2018 với 50 triệu đô la Mỹ để sửa chữa. Vào thời điểm xảy ra hỏa hoạn, nó đang được cải tạo trên ngọn lửa, ước tính trị giá 6,8 triệu đô la. Giàn giáo thép đã được dựng lên xung quanh mái nhà. Các bức tượng bằng đá, đồng và đồng, bao gồm cả tượng của mười hai sứ đồ,may mắn thay đã được đưa ra khỏi địa điểm trước ngày xảy ra hỏa hoạn để chuẩn bị cho việc cải tạo.

## Sự cố

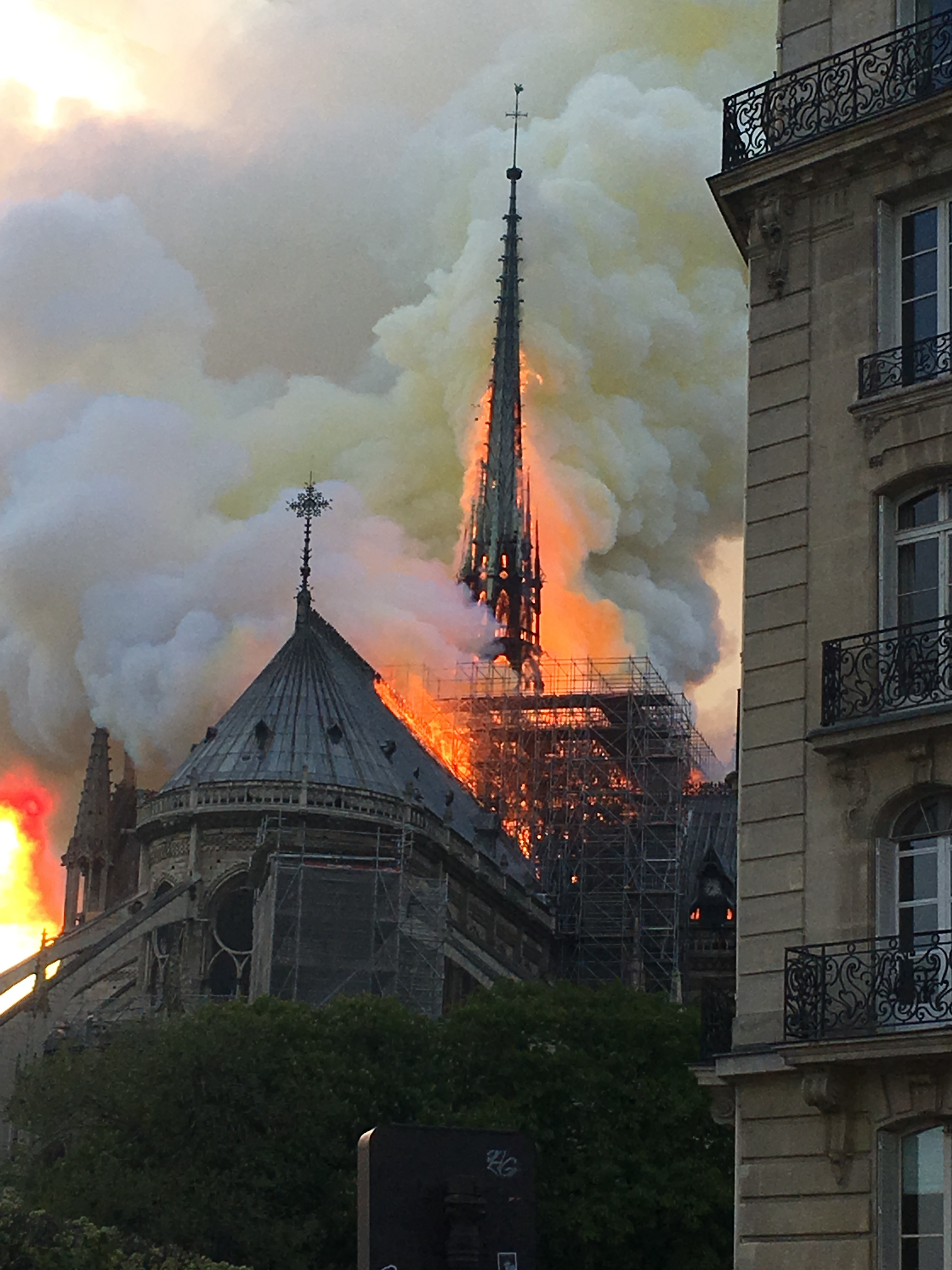
Ngọn lửa ngay trước khi nó sụp đổ

### Bắt đầu cháy

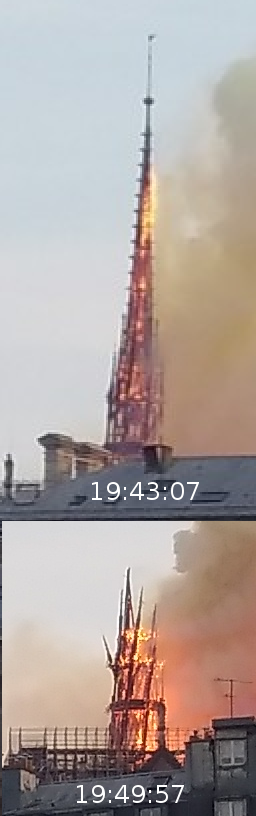
Chóp bị sụp đổ, khoảng 19:45 CEST

Vụ cháy được ước tính bắt đầu từ căn gác của nhà thờ, khoảng 18h40 CEST, gần cuối ngày, khi nhà thờ mở cửa cho khách du lịch. Một đại chúng đã được lên kế hoạch gần thời gian đó, trong khoảng thời gian từ 18h15 đến 19:00. Theo những người có mặt tại hiện trường, cánh cửa của nhà thờ đột ngột đóng lại khi họ cố gắng đi vào và khói trắng bắt đầu lan ra từ mái nhà..
Khói trắng chuyển sang màu đen, cho thấy một đám cháy lớn đã xảy ra trong nhà thờ. Cảnh sát và những người phản ứng đầu tiên khác đã nhanh chóng sơ tán Île de la Cité và thành phố đã đóng cửa tiếp cận hòn đảo. Vô số người đã tập trung ở bờ đối diện Seine và tại các tòa nhà gần đó để theo dõi sự kiện.

### Nỗ lực chữa cháy
Từ bốn đến năm trăm lính cứu hỏa đã tham gia. Lính cứu hỏa cho biết, khi trả lời tweet của Tổng thống Mỹ Donald Trump, rằng thả nước từ máy bay sẽ không được thực hiện vì hàng tấn nước sẽ được sử dụng có thể làm tổn hại đến tính toàn vẹn cấu trúc của nhà thờ. Những người ứng cứu khẩn cấp đã cố gắng cứu những đồ tạo tác nghệ thuật và tôn giáo được giữ trong Nhà thờ lớn. Theo người phát ngôn của Nhà thờ, một số tác phẩm nghệ thuật đã bị gỡ bỏ trước khi cải tạo, trong khi hầu hết các thánh tích được giữ trong kho để đồ thánh, không có khả năng bị hư hại do hỏa hoạn. Đến thời điểm 22h50, không có trường hợp tử vong nào được báo cáo, theo cảnh sát Paris, ít nhất một lính cứu hỏa đã bị thương nghiêm trọng trong khi cố gắng dập tắt ngọn lửa.

### Thiệt hại

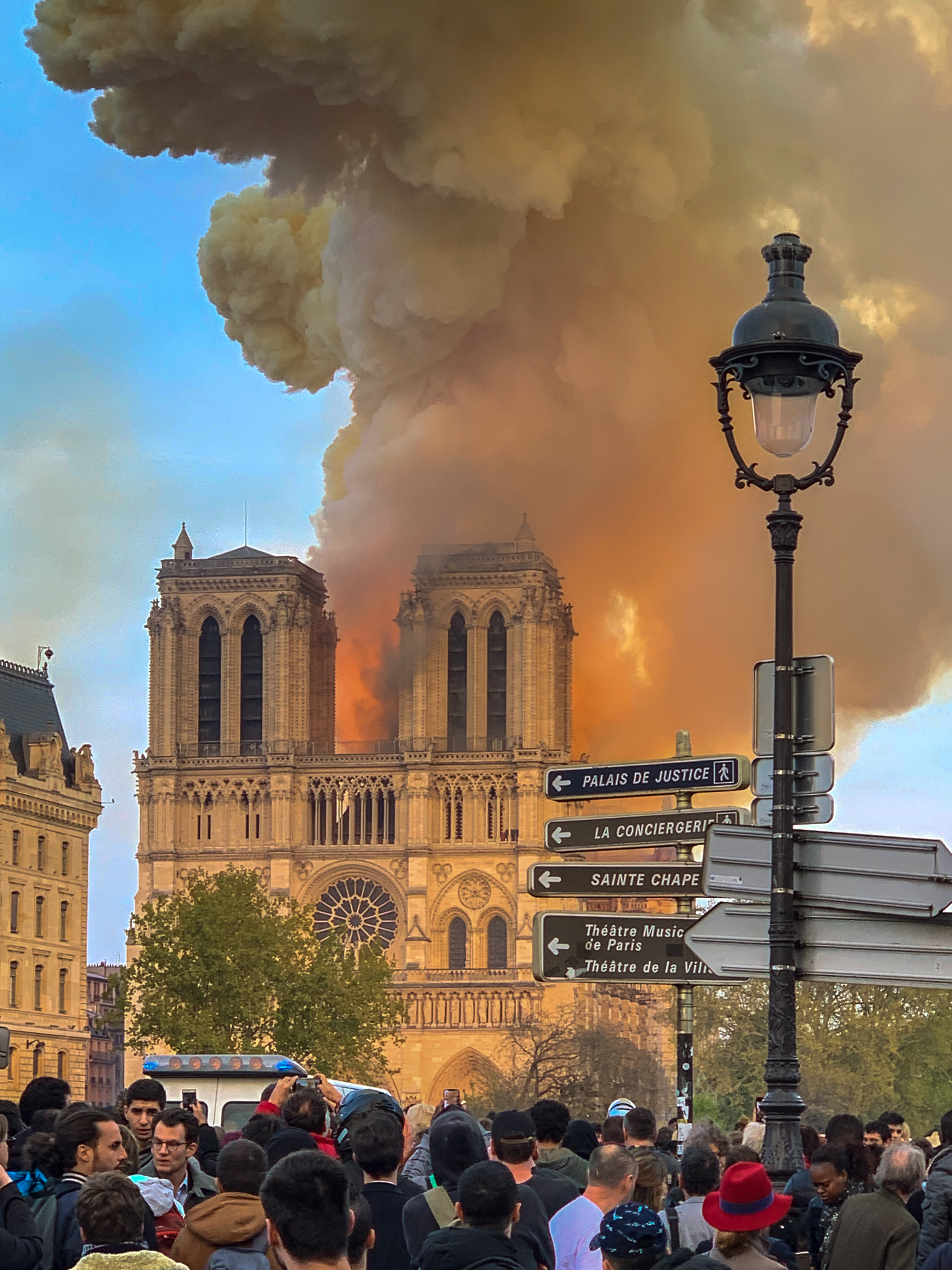
Nhà thờ Đức Bà ở đầu lửa (Ngày 15 tháng 4 năm 2019, 19:50)

Trong vòng một giờ kể từ lần đầu tiên nhìn thấy ngọn lửa, mái nhà thờ, bao gồm cả ngọn tháp trung tâm bằng gỗ, đã bị chìm trong lửa, làm cho nó sụp đổ vào hầm trần vòm nhà thờ. Phần lớn cấu trúc này là "khu rừng" của nhà thờ, gỗ từ khoảng 21 ha cây sồi đã bị đốn hạ để xây dựng nhà thờ trong thế kỷ 12 và 13. Khoảng 210 tấn chì đặt trên đỉnh này để hoàn thành mái nhà thờ. Một khi các cấu trúc bằng gỗ bắt đầu cháy, trọng lượng của kim loại dẫn đến sự sụp đổ nhanh chóng của mái nhà, theo các quan chức; một phát ngôn viên đã tuyên bố "toàn bộ cấu trúc đang cháy... sẽ không còn gì. Đã có sự sợ hãi rằng mái nhà sụp đổ sẽ làm hỏng đá vòm tạo thành trần của nhà thờ và đỡ mái. Điều này tiếp tục hỗ trợ ngọn lửa khổng lồ ở tầng mái và ngăn chặn hầu hết các mái nhà bị cháy rơi vào nhà thờ bên dưới. Thị trưởng Paris Anne Hidalgo đã mô tả nó như vụ hỏa hoạn "khủng khiếp".
Vào 2:15 CEST, một quan chức của Bộ Nội vụ đã báo cáo rằng đám cháy đã suy yếu, được khống chế và cả hai tòa tháp của nhà thờ đều an toàn.”. Cấu trúc chính, bao gồm cả hai tòa tháp và một phần ba mái nhà vẫn đứng. Cửa sổ hoa hồng phía bắc được báo cáo vẫn còn nguyên. Những hình ảnh ban đầu được chụp bên trong thánh đường sau vụ hỏa hoạn cho thấy phần lớn trần nhà bằng đá vẫn còn nguyên, nhưng các phần đã sụp đổ cho phép các mảnh vỡ rực lửa rơi qua.
Tác phẩm nghệ thuật, thánh tích và các cổ vật khác được cất giữ tại nhà thờ bao gồm vương miện gai mà một số người tin là Giêsu đã đeo trước khi bị đóng đinh, một mảnh thánh giá mà Giêsu bị đóng đinh, một cơ quan ở thế kỷ thứ mười ba, cửa sổ kính màu, tượng Trinh nữ Paris của Đức Maria và em bé Jesus, và tượng đồng của mười hai sứ đồ. Khác với những bức tượng đang được cất giữ, những cổ vật đầu tiên được xác nhận là được giải cứu khỏi ngọn lửa là Vương miện gai và Louis IX của Pháp. Hai di tích này, cộng với những bức tượng đồng đã được di chuyển trước đám cháy, là những người duy nhất được biết đến cho đến nay đã được cứu khỏi đám cháy.

Các yếu tố cấu trúc liên quan đến đám cháy
Mái nhà bằng gỗ hình tam giác đóng khung và hầm vòm cong trong một mặt cắt ngang sơ đồ
Trong màu đỏ các khu vực bị phá hủy trong đám cháy
Các vị trí gồ ghề trong đó hầm bị sụp đổ.[cần dẫn nguồn]
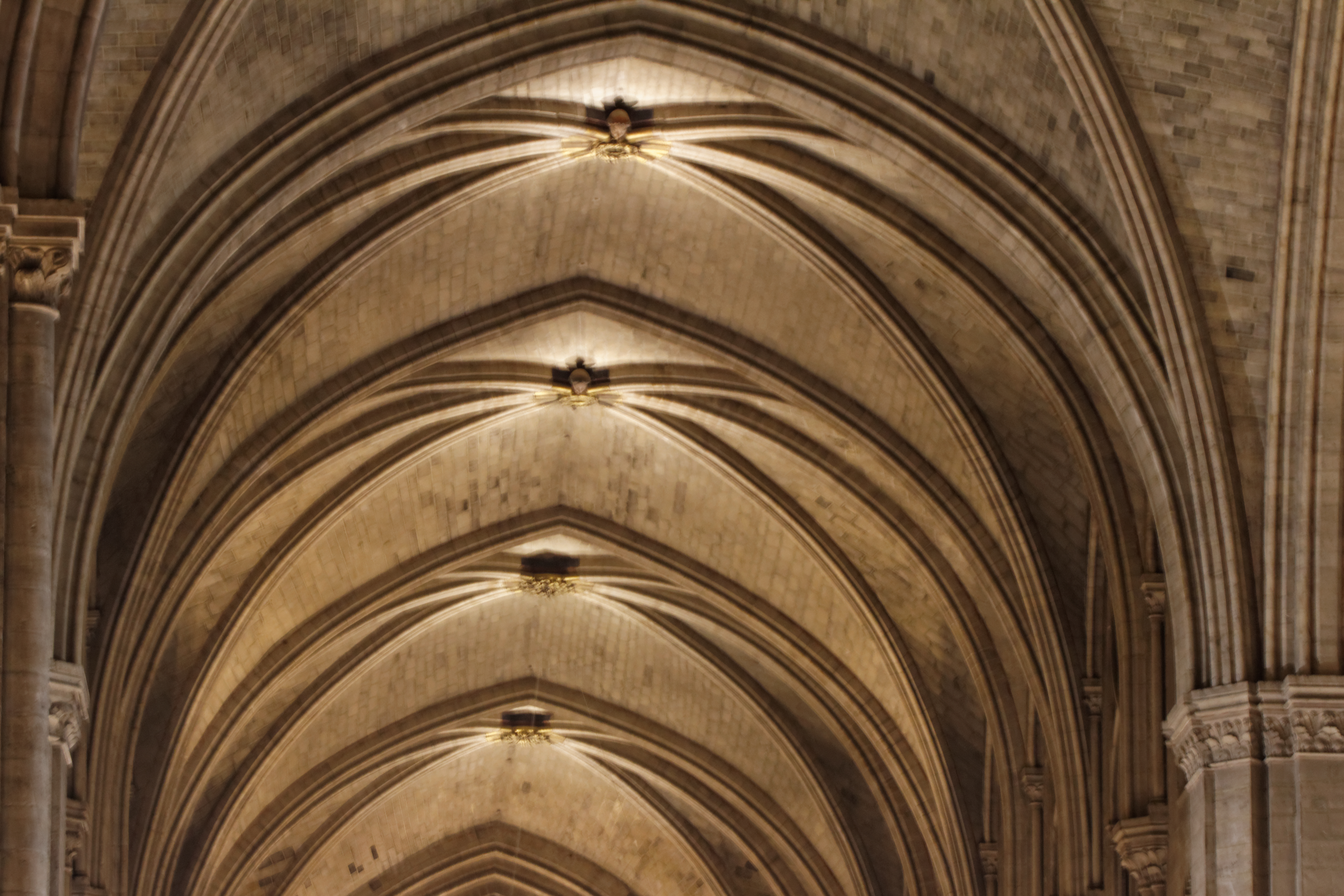
Mái vòm cong cong trong nội thất nhà thờ trước đám cháy
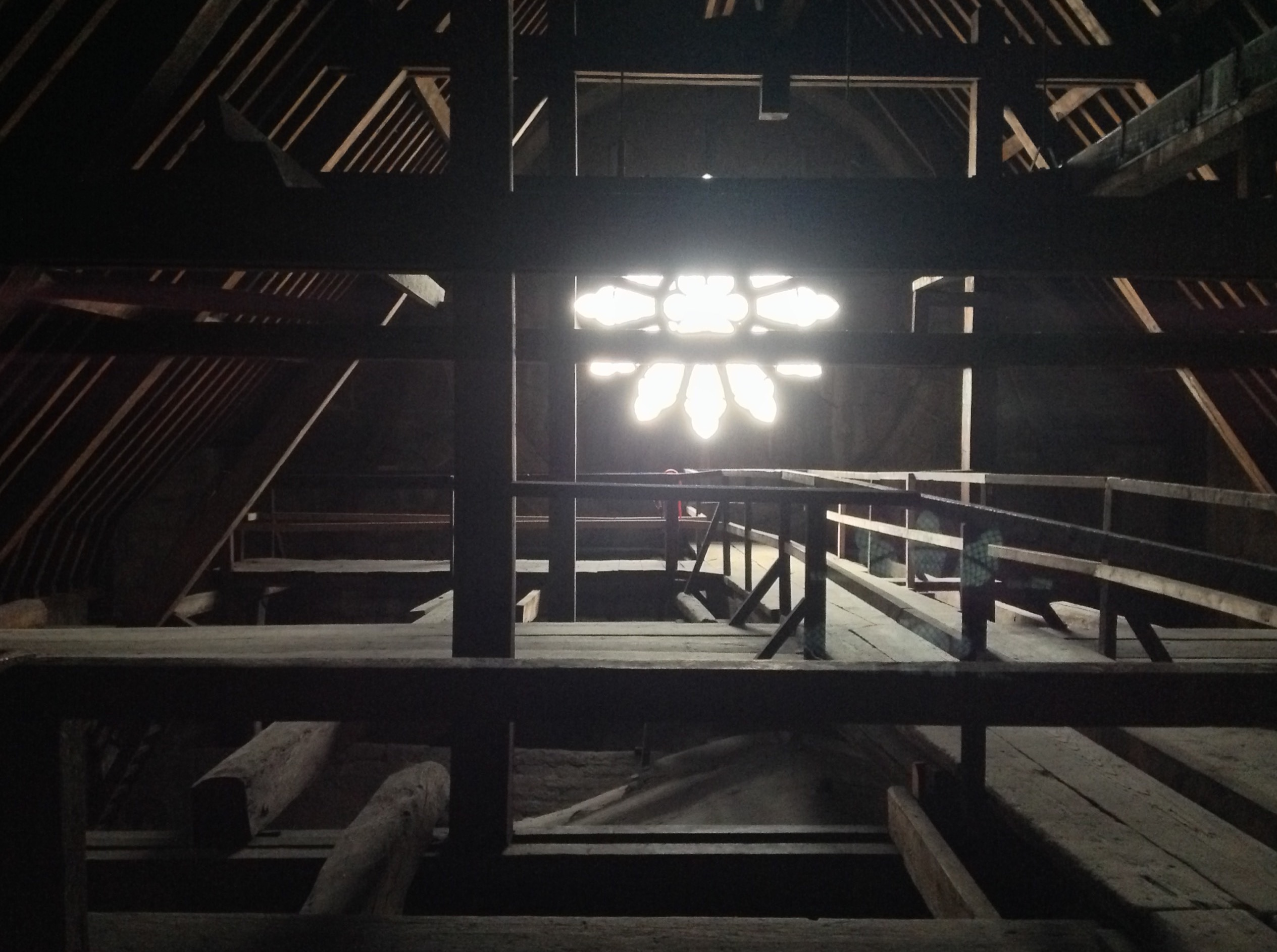
Khung gỗ trong nội thất mái nhà thờ trước đám cháy; đỉnh của hầm cong bên dưới
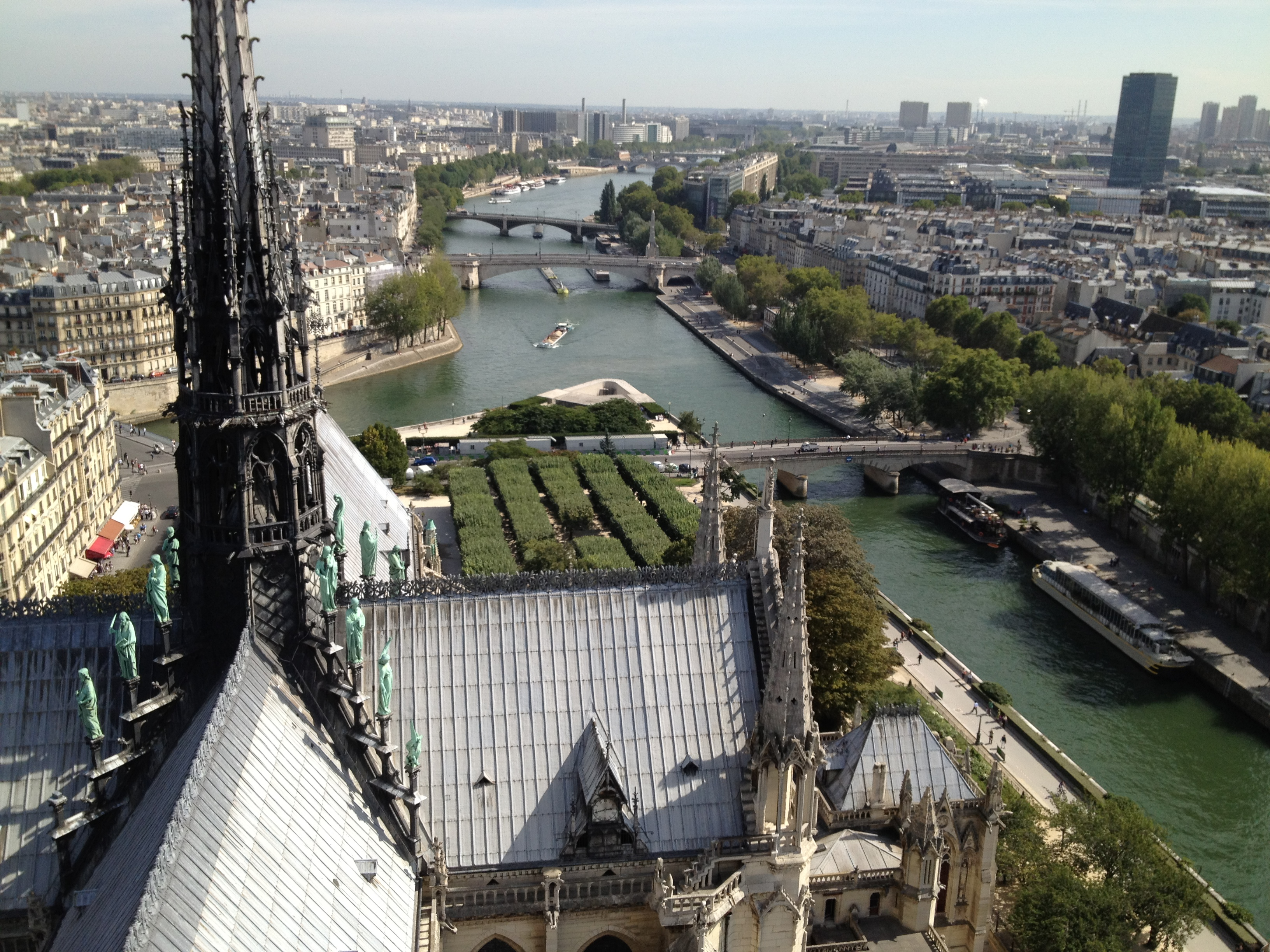
Hình dạng bên ngoài hình tam giác của mái nhà trước đám cháy
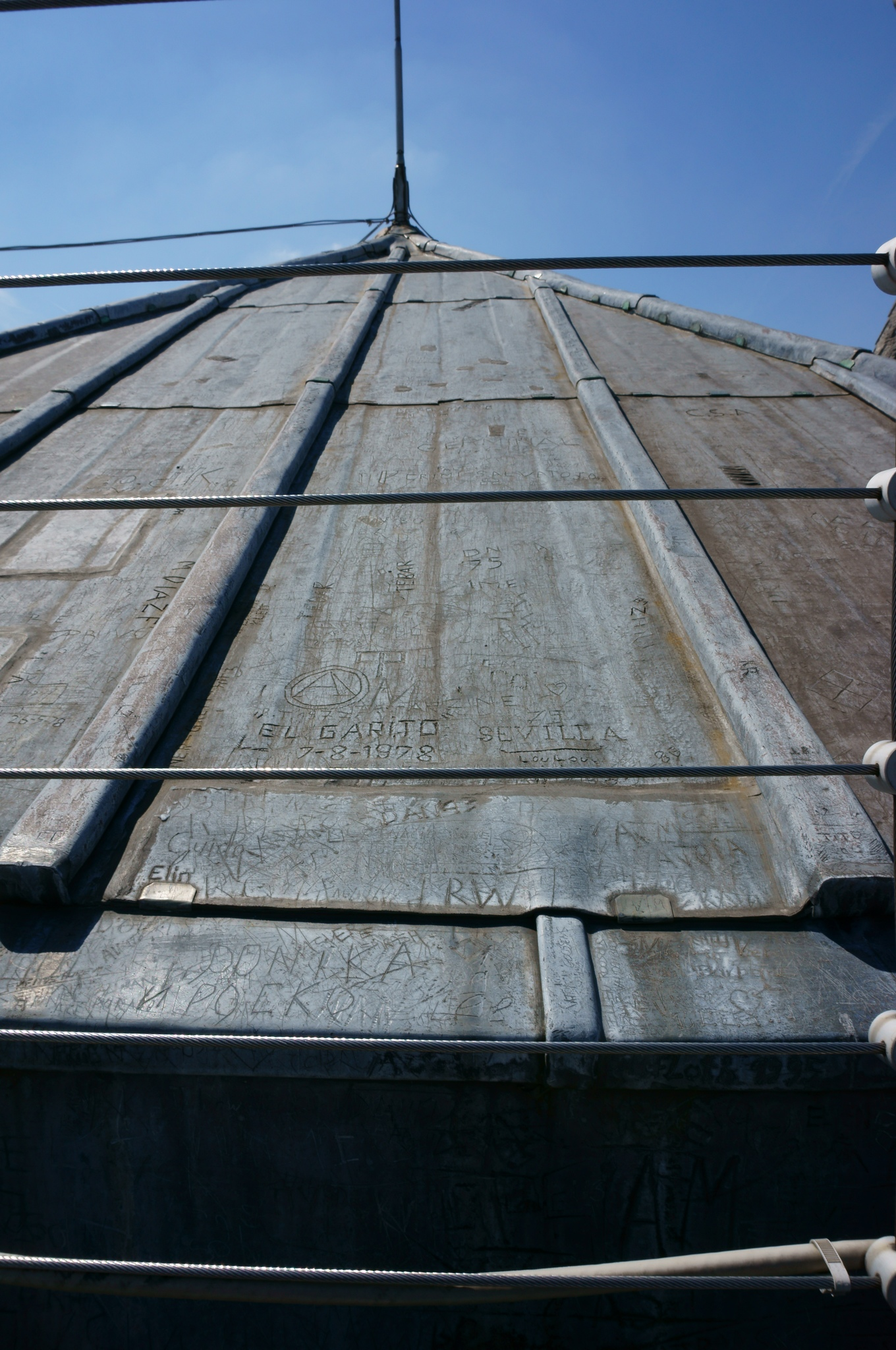
Tấm lợp chì ở bên ngoài của cấu trúc gỗ. Chì nóng chảy rơi vào bên trong nhà thờ, tạo ra mối nguy hiểm cho lính cứu hỏa.

## Điều tra
Văn phòng công tố Paris đã mở một cuộc điều tra về những giờ cháy sau khi nó bắt đầu. Cuộc điều tra sẽ được chỉ huy bởi Cảnh sát tư pháp khu vực Paris (DRPJ). Cảnh sát chưa biết ngay nguyên nhân của vụ cháy, nhưng đang được cảnh sát coi là một tai nạn. Văn phòng công tố đã loại trừ cố ý gây hỏa hoạn, bao gồm cả động cơ khủng bố cho vụ cháy.

## Phản ứng

### Trong nước

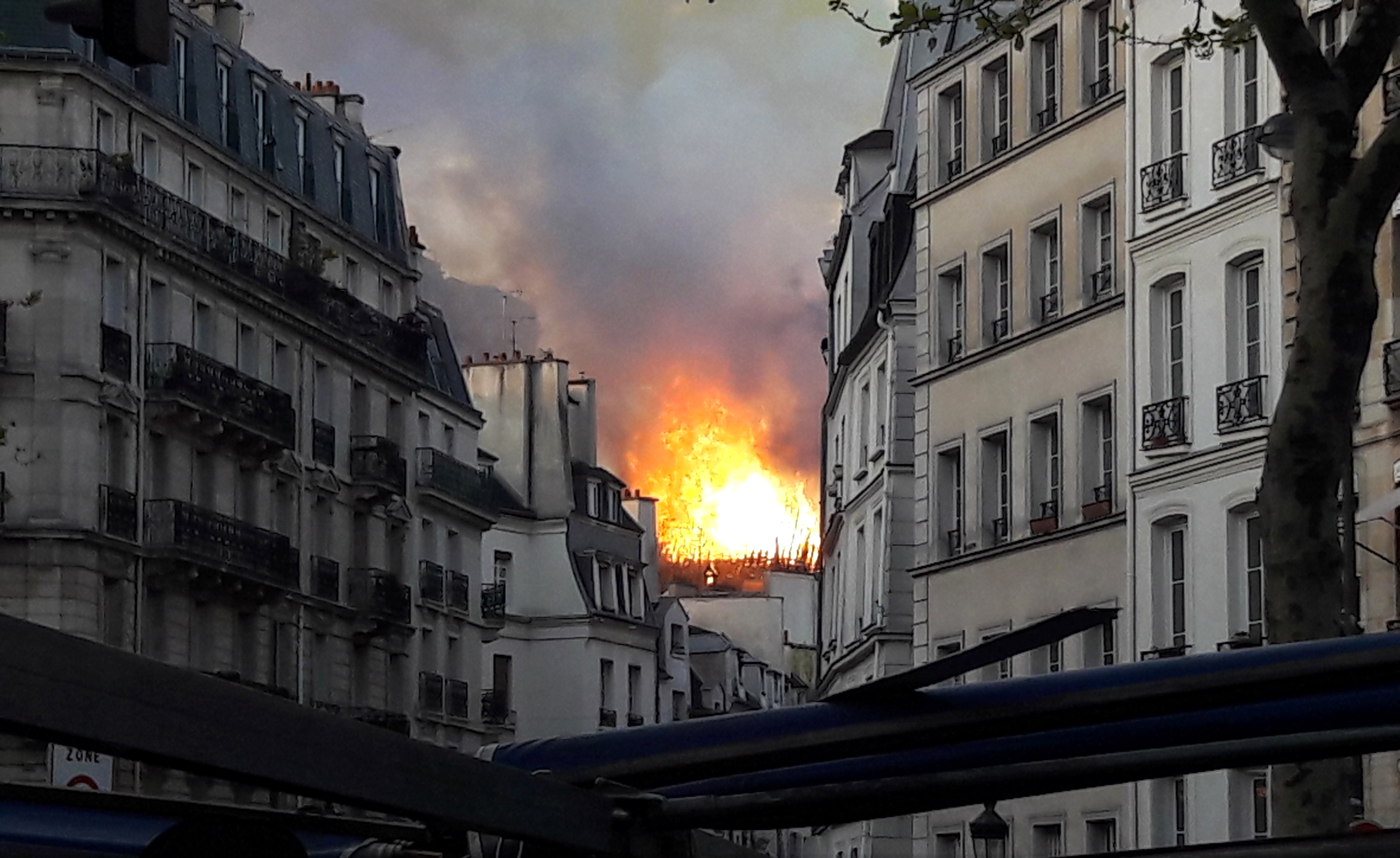
Nhà thờ Đức Mẹ Paris trước đám cháy

Tổng thống Pháp Emmanuel Macron đã hoãn một bài phát biểu quan trọng vào tối thứ Hai sau khi tin tức về vụ hỏa hoạn xảy ra. Ông đã được đưa ra một địa chỉ truyền hình để phác thảo các biện pháp mà ông dự định thực hiện sau các cuộc tranh luận công khai trên toàn quốc được tổ chức để phản ứng với phong trào phản đối áo vàng. Nhiều nhóm tập trung trong các buổi cầu nguyện cho nhà thờ Đức Bà.
Chuyên gia Trung cổ Claude Gauvard tuyên bố rằng không đủ tiền đã dành cho việc bảo trì, nói rằng: "Công việc đang diễn ra cuối cùng đã bắt đầu - và đó là thời gian cao, và thậm chí hơi muộn. Tôi đã đi đến chân ngọn lửa (trước khi việc cải tạo bắt đầu) và một số công trình gạch bị rời rạc, được giữ bởi một tấm lưới để ngăn nó rơi xuống."

### Quốc tế
Trong số các nhà lãnh đạo thế giới và chính phủ bày tỏ lời chia buồn có Vatican, Chủ tịch Hội đồng châu Âu Donald Tusk, Thủ tướng Đức Angela Merkel, Thủ tướng Tây Ban Nha Pedro Sánchez, Thủ tướng Vương quốc Anh Theresa May, Thủ tướng Canada Justin Trudeau, Thủ tướng Bỉ Charles Michel, Thủ tướng Hà Lan Mark Rutte, Tổng thống Israel Reuven Rivlin, Thủ tướng Ý Giuseppe Conte, Thủ tướng Na Uy Erna Solberg, Chủ tịch Phần Lan Sauli Niinistö, Thủ tướng Đan Mạch Lars Løkke Rasmussen, Taoiseach của Ireland Leo Varadkar, Vua Bahrain Hamad bin Isa Al Khalifa, Tổng thống Brazil Jair Bolsonaro, Tổng thống Hoa Kỳ Donald Trump, Tổng thống Bulgaria Rumen Radev, Thủ tướng Áo Sebastian Kurz, Thủ tướng Australia Scott Morrison, Vua Mohammed VI của Macoc, Tổng thống Bồ Đào Nha Marcelo Rebelo de Sousa, Tổng thư ký Liên Hợp Quốc António Guterres, Tổng thống Ba Lan Andrzej Duda, Tổng thống Ai Cập Abdel Fatteh el-Sisi, Tổng thống lâm thời tự xưng Venezuela Juan Guaido, Chủ tịch Ủy ban châu Âu Jean-Claude Juncker, Tổng giám mục Westminster Vincent Gerard Nichols, và Chủ tịch Hạ viện Hoa Kỳ Nancy Pelosi.

### Nỗ lực gây quỹ
Hai mươi giờ sau khi vụ cháy xảy ra, hơn 900 triệu euro (€) đã được nhiều người, công ty, các tổ chức quyên góp để cam kết tái thiết kế lại nhà thờ. Trong đó có doanh nhân và tỷ phú François-Henri Pinault cam kết 100 triệu euro từ công ty đầu tư của gia đình ông, Groupe Artémis; tỷ phú chủ của LVMH ông Bernard Arnault và gia đình cam kết 200 triệu euro; Patrick Pouyanné, CEO của Total, thông báo công ty có thể đóng góp 100 triệu euro. Gia đình Bettencourt, chủ sở hữu chính của L'Oréal, thông báo họ đã đóng góp 200 triệu euro.
| Danh sách quyên góp biết được     | Danh sách quyên góp biết được | Danh sách quyên góp biết được | Danh sách quyên góp biết được |
| Người góp                         | Loại                          | Quốc tịch                     | Cam kết                       |
| --------------------------------- | ----------------------------- | ----------------------------- | ----------------------------- |
| Gia đình Arnault & LVMH           | Tư nhân                       | Pháp                          | 200 triệu euro                |
| Gia đình Bettencourt & L'Oréal    | Tư nhân                       | Pháp                          | 200 triệu euro                |
| Gia đình Pinault & Artémis        | Tư nhân                       | Pháp                          | €100 million                  |
| Total S.A.                        | Tư nhân                       | Pháp                          | 100 triệu euro                |
| Chính quyền thành phố Paris       | Công                          | Pháp                          | 50 triệu euro                 |
| Gia đình Decaux & JCDecaux        | Tư nhân                       | Pháp                          | 20 triệu euro                 |
| Gia đình Safra                    | Tư nhân                       | Hoa Kỳ - Israel - Brazil      | 10 triệu euro                 |
| Gia đình Bouygues                 | Tư nhân                       | Pháp                          | 10 triệu euro                 |
| Gia đình De Lacharrière & FIMALAC | Tư nhân                       | Pháp                          | 10 triệu euro                 |
| Île-de-France                     | Công                          | Pháp                          | 10 triệu euro                 |
| Société générale                  | Tư nhân                       | Pháp                          | 10 triệu euro                 |
| BPCE                              | Tư nhân                       | Pháp                          | 10 triệu euro                 |
| Gia đình Kravis                   | Tư nhân                       | Hoa Kỳ                        | 10 triệu euro                 |
| Crédit agricole                   | Tư nhân                       | Pháp                          | 5 triệu euro                  |
| Auvergne-Rhône-Alpes              | Công                          | Pháp                          | 2 triệu euro                  |
| Occitanie                         | Công                          | Pháp                          | 1,5 triệu euro                |
| Capgemini                         | Tư nhân                       | Pháp                          | 1 triệu euro                  |
| Notre Dame University             | Tư nhân                       | Hoa Kỳ                        | 100.000 euro                  |
| Szeged                            | Công                          | Hungary                       | 10.000 euro                   |
| Apple Inc.                        | Tư nhân                       | Hoa Kỳ                        | Không rõ                      |
| Tổng cam kết                      | Tổng cam kết                  | Tổng cam kết                  | ~ 800 triệu euro              |

## Sửa chữa lại nhà thờ

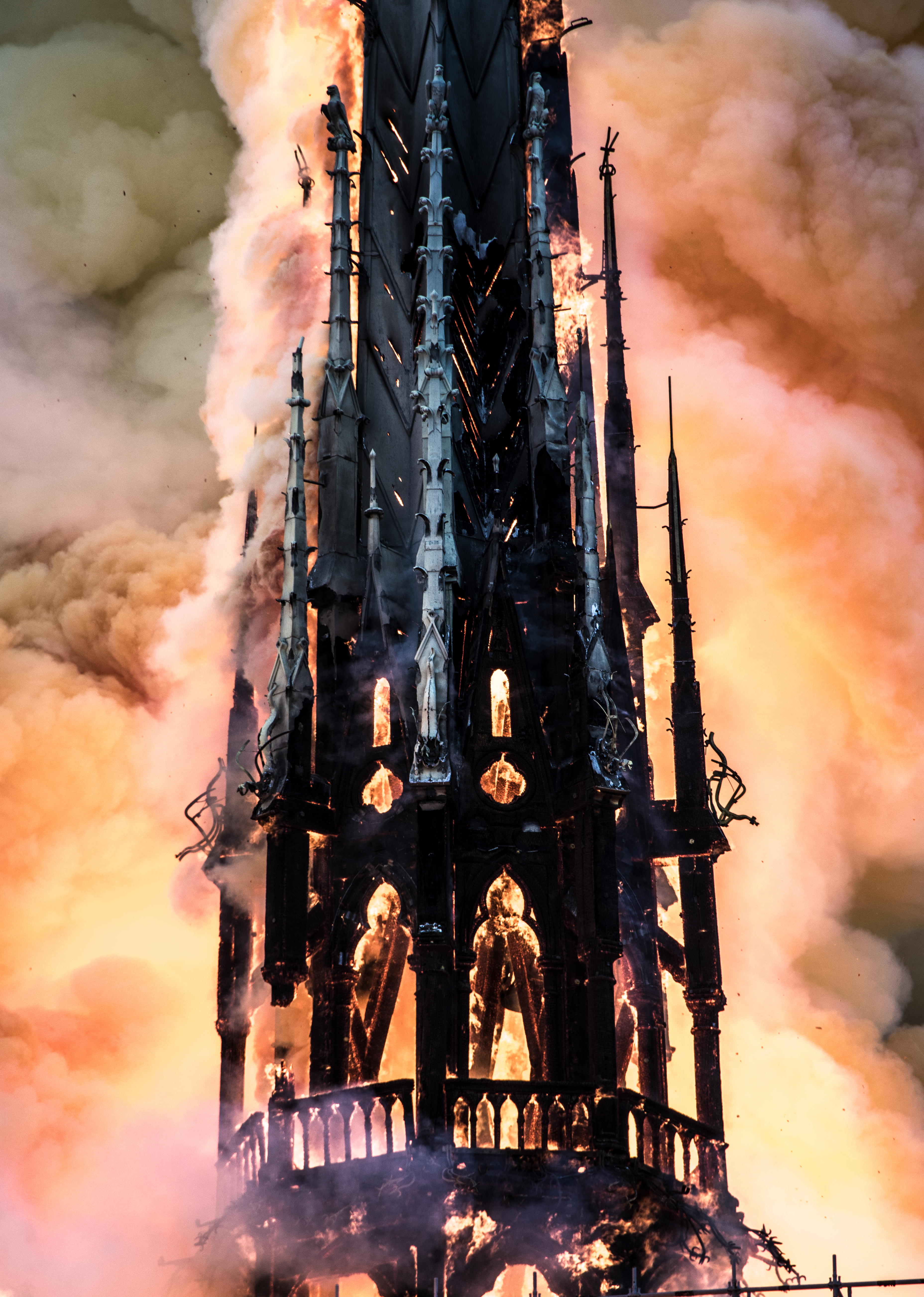
Ngọn lửa bùng cháy

Sửa chữa lại nhà thờ là mục tiêu đang được đặt ra bây giờ. Tổng thống Pháp Emmanuel Macron đã tuyến bố: "Tôi sẽ sửa chữa lại nhà thờ Đức Bà thậm chí còn đẹp hơn và tôi muốn tiến trình này hoàn thành trong 5 năm, chúng ta có thể làm điều đó", tuy nhiên theo các chuyên gia, quá trình phục dựng nhà thờ Đức Bà có thể mất hàng thập kỷ.

### Các vấn đề
Theo các chuyên gia, vấn đề lớn nhất là nguồn cung vật liệu, "Giờ đây cả nước Pháp không còn cây gỗ nào có kích thước tương đương để thay thế những dầm gỗ đã bị thiêu rụi trong đám cháy ở nhà thờ Đức Bà" theo ông Bertrand de Feydeau, phó chủ tịch Quỹ Di sản Pháp. Theo ước tính, trong thời gian xây dựng nhà thờ, khoảng 1300 cây để làm dầm cho công trình, đủ bao phủ 21 hecta đất.

### Các bảng thiết kế:
Cần một bảng thiết kế chi tiết đến từng mi-li-mét. May là đã có hai bảng thiết kế có thể sử dụng để phục dựng lại nhà thờ, bảng quét kỹ thuật đặc sắt bậc nhất thế giới của cố giáo sư Andrew Tallon có thể được sử dụng để phục dựng nhà thờ. Ngoài ra, tựa game Assassin Creed: Unity có thể sẽ được sử dụng để tái tạo lại nhà thờ Đức Bà nhờ sự mô phỏng tỉ mỉ đến từng chi tiết nhỏ.

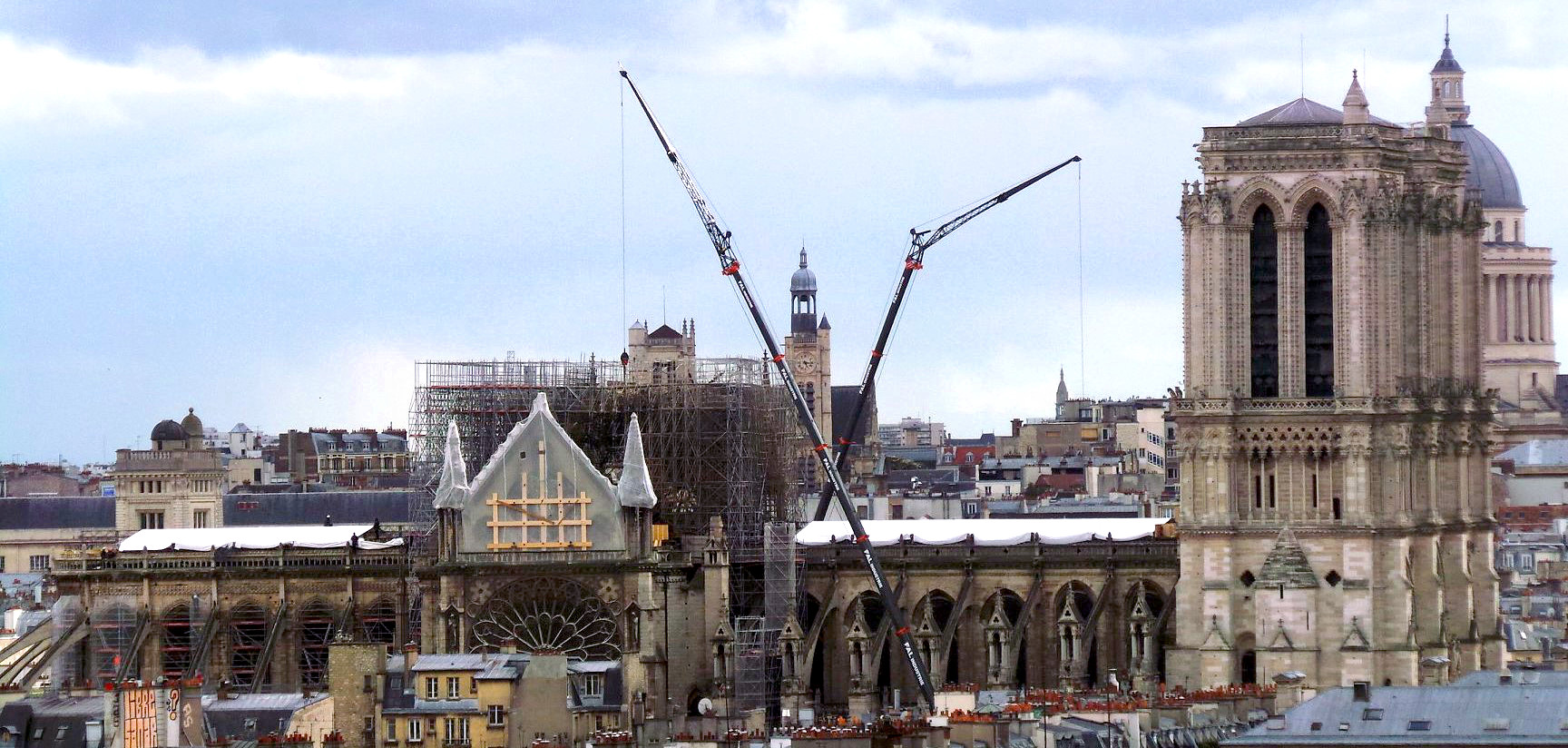
Một tấm bạt trắng được đặt vào vị trí sau đám cháy để loại trừ các yếu tố.

Xem thêm về tựa game: https://en.wikipedia.org/wiki/Assassin%27s_Creed_Unity

## Hình ảnh

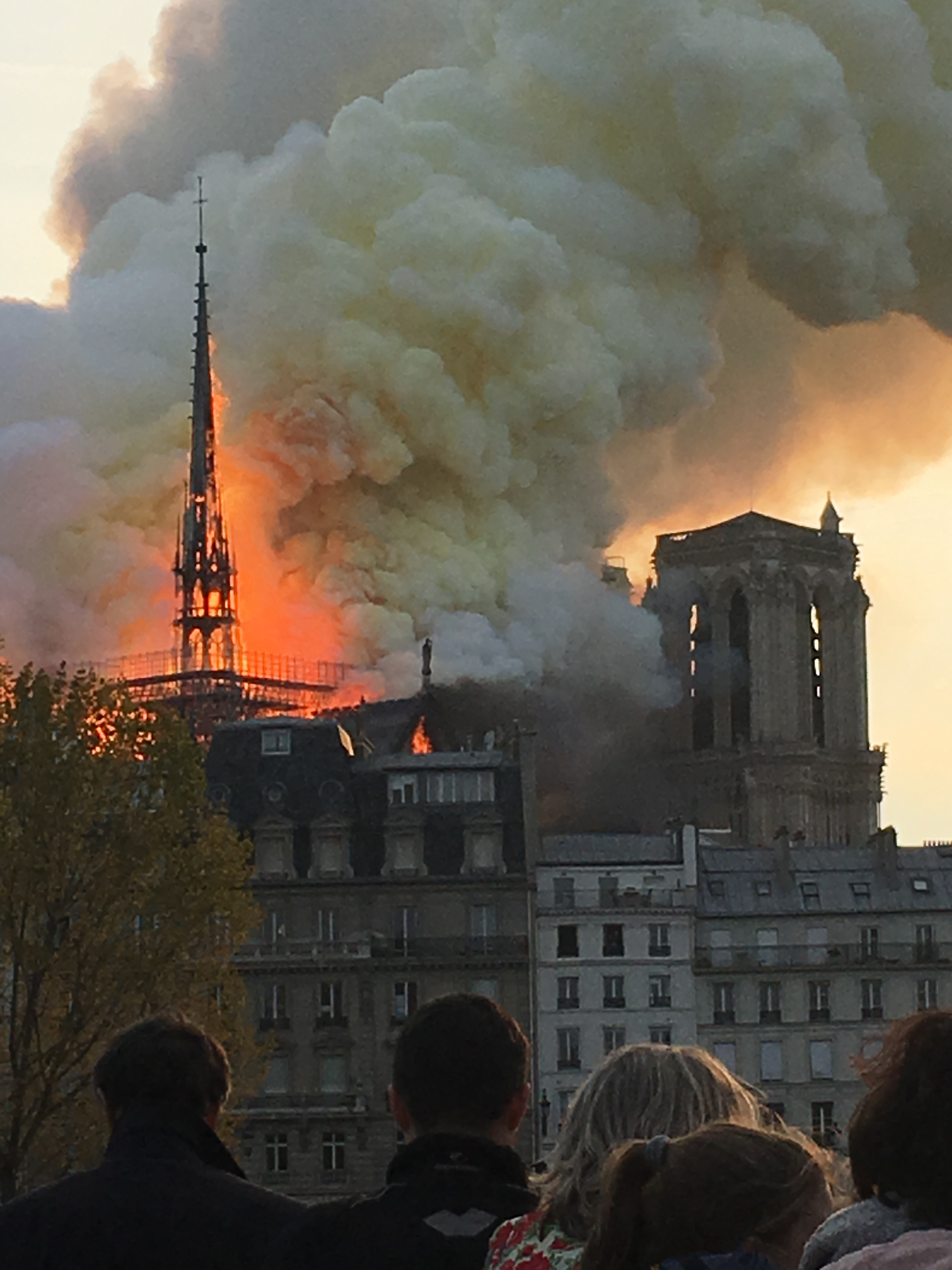
Kim của mái nhà trung tâm của nhà thờ đang được tiêu thụ trong vụ cháy ngày 15 tháng 4 năm 2019.
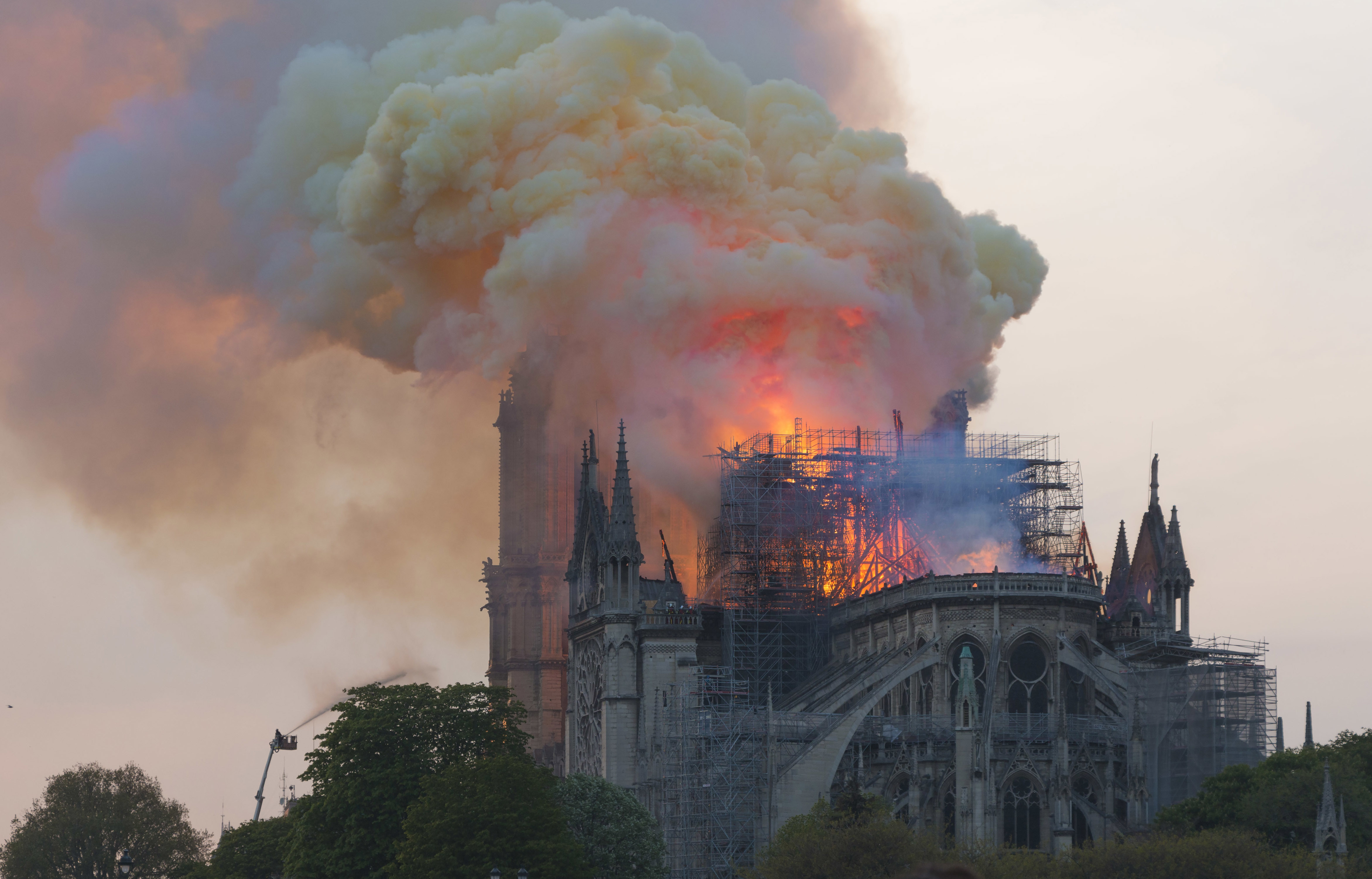
Nhìn từ bên kia sông, về phía đông
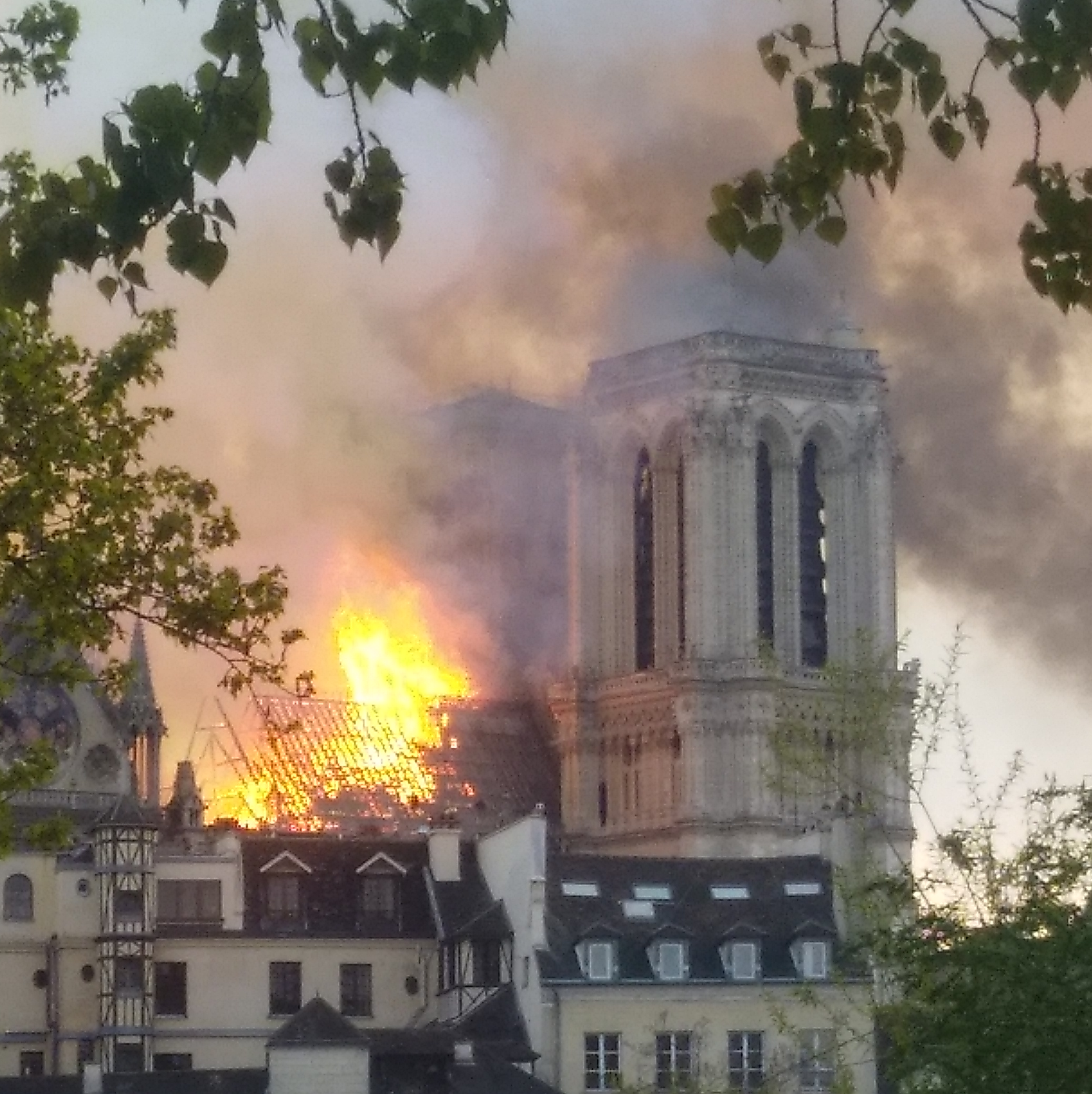
Nhìn từ phía bắc, cho thấy cấu trúc giàn
Nhà thờ Đức Bà, trước đám cháy (bầu trời xanh) và vào ngày 16 tháng 4 năm 2019 sau đám cháy (bầu trời nhiều mây), cho thấy mức độ thiệt hại. Lưu ý: giàn giáo đã được dựng lên xung quanh ngọn tháp cho công việc cải tạo
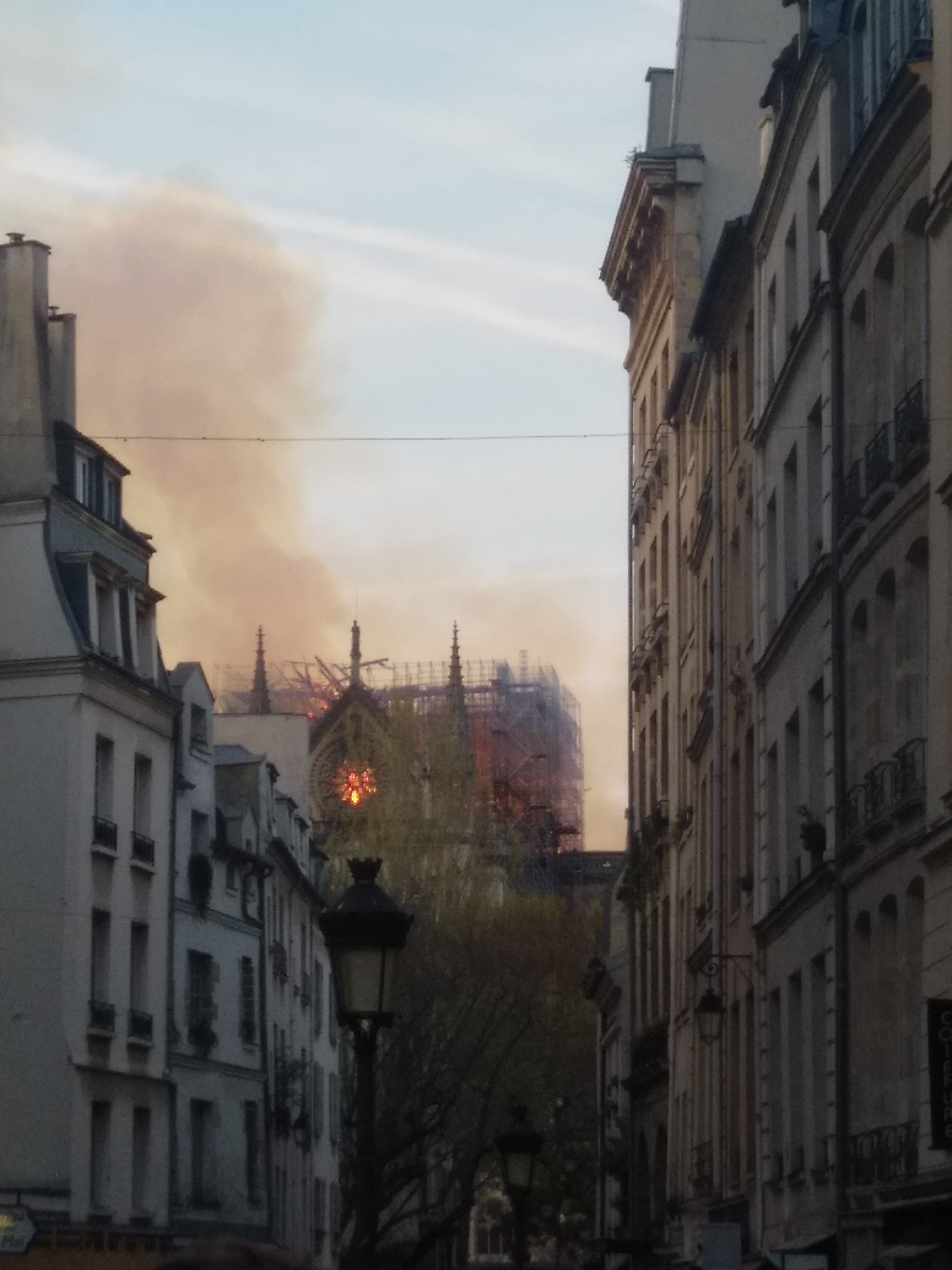
Mặt bên của đám cháy
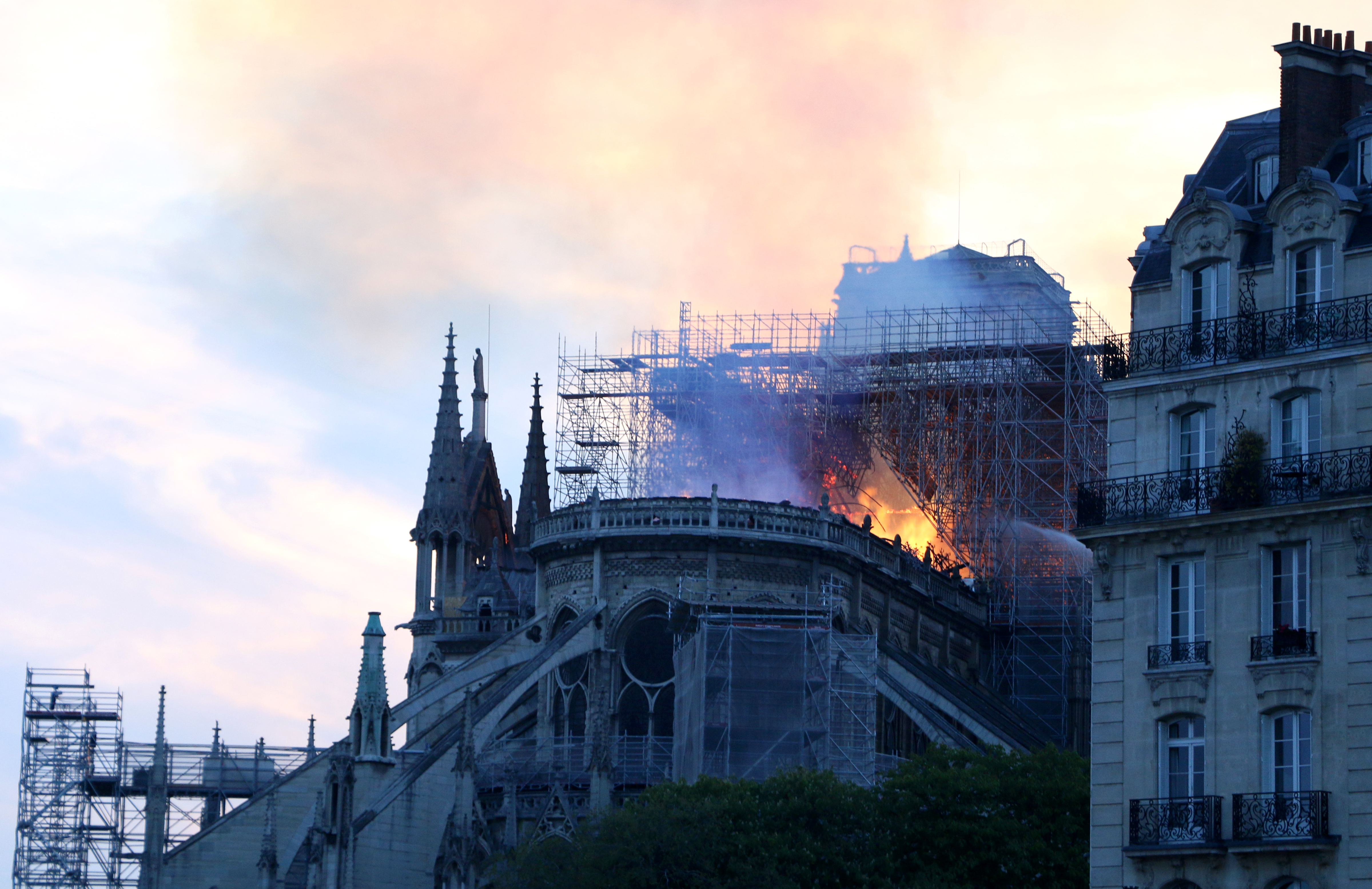
Giàn giáo thép; mái nhà bị phá hủy trước đây lấp đầy không gian hình tam giác phát sáng.
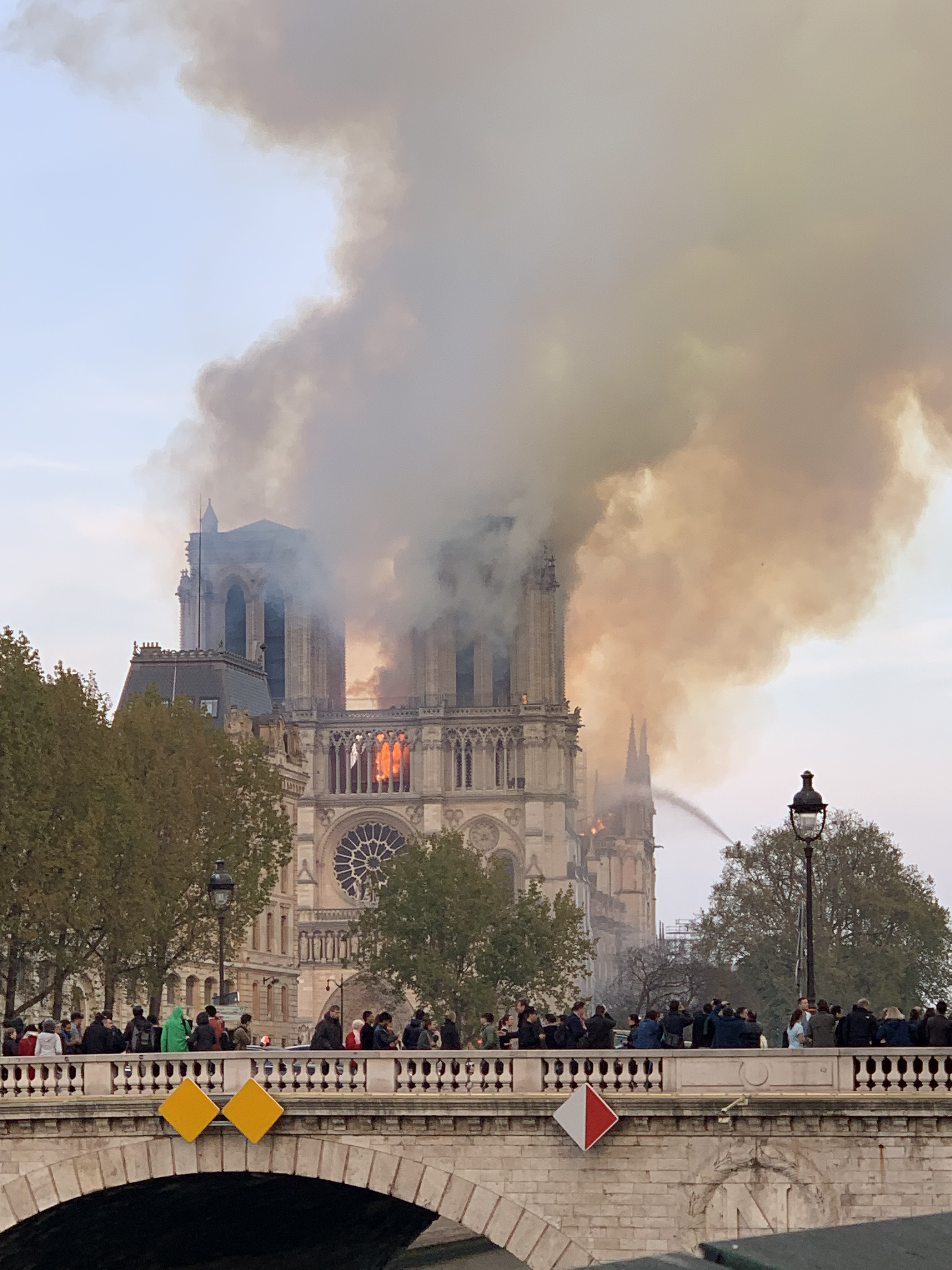
Nhà thờ ngày sau vụ cháy.
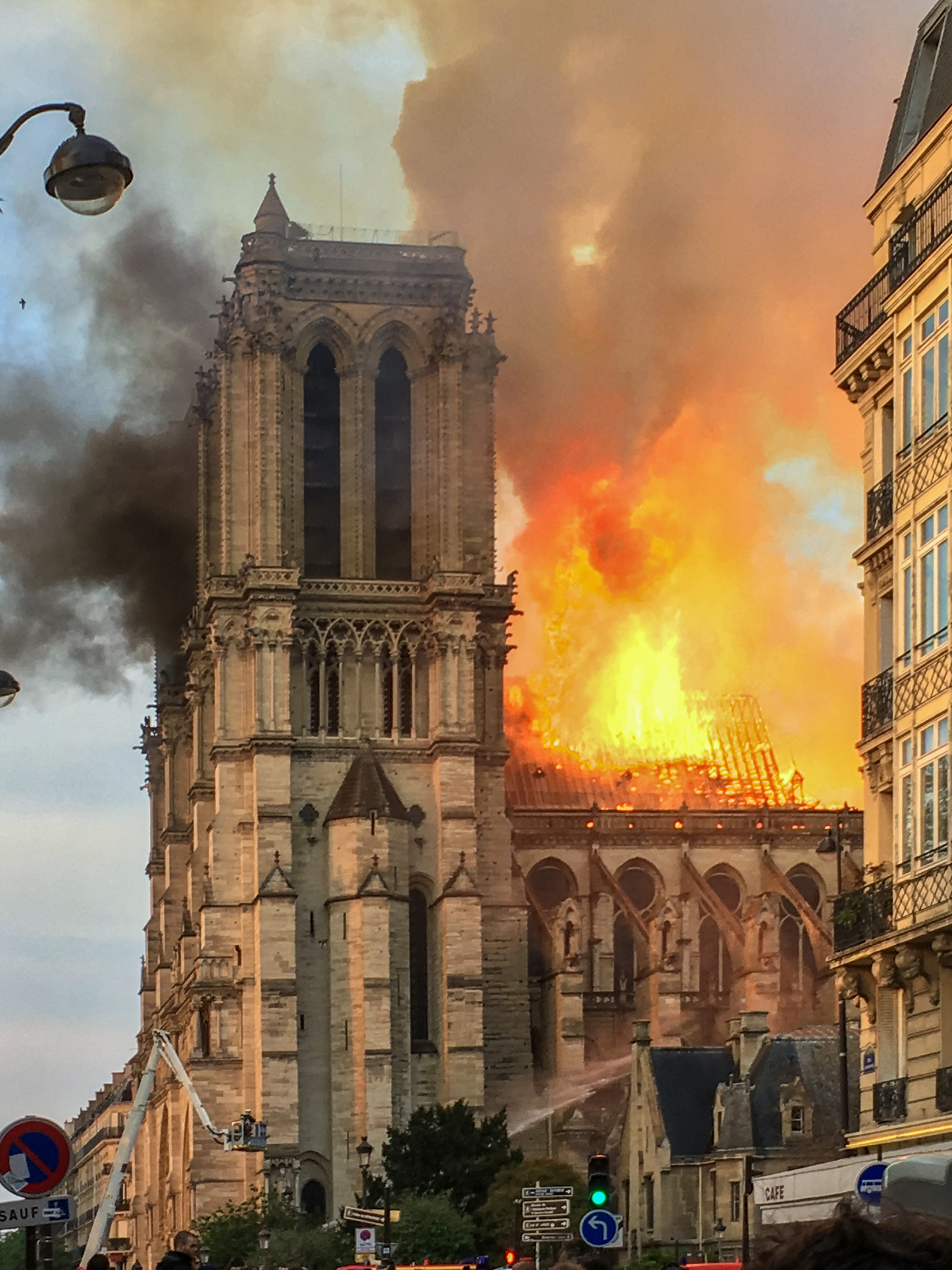
Khoảnh khắc của ngọn lửa
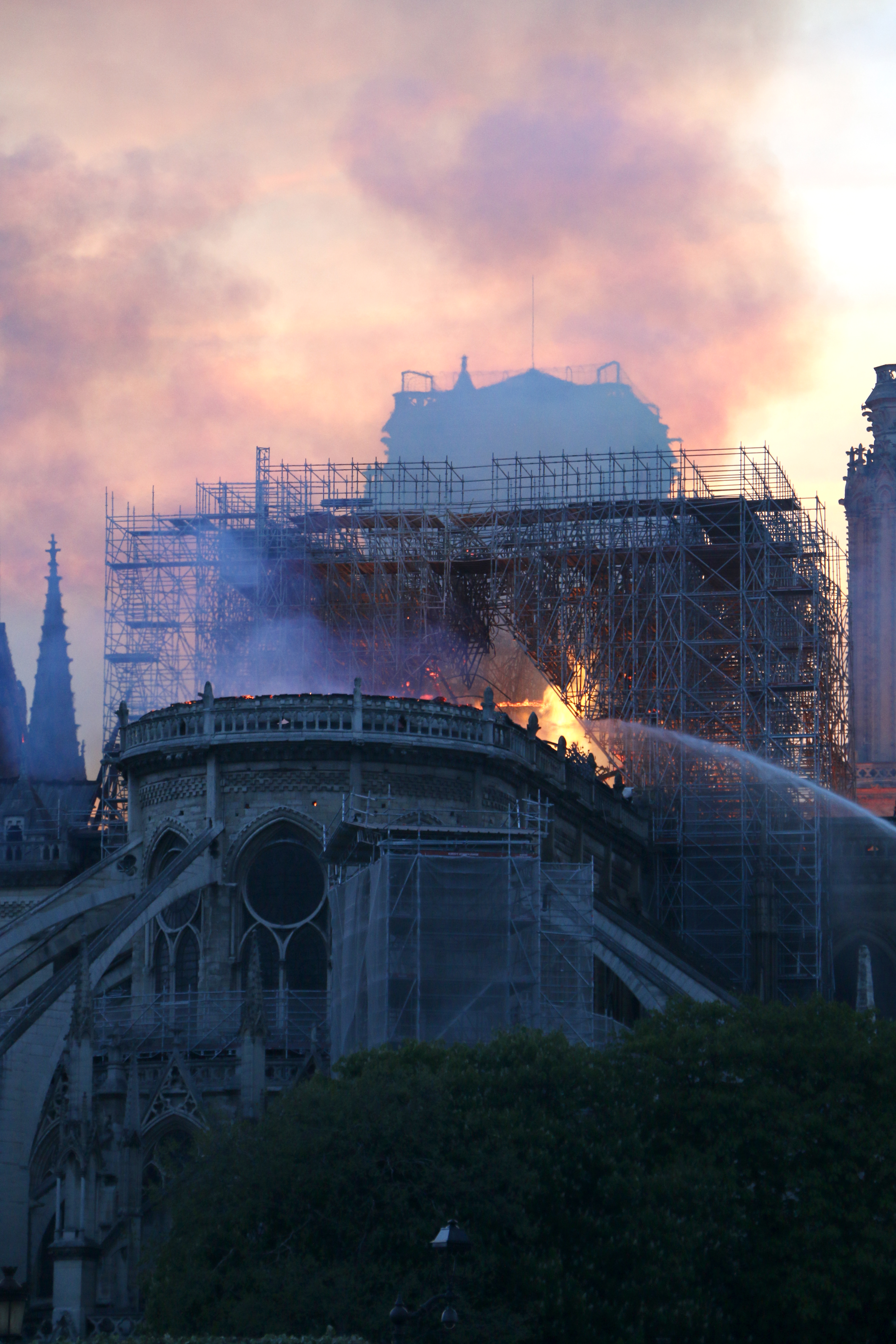
Nỗ lực dập lửa sau vụ sập kim
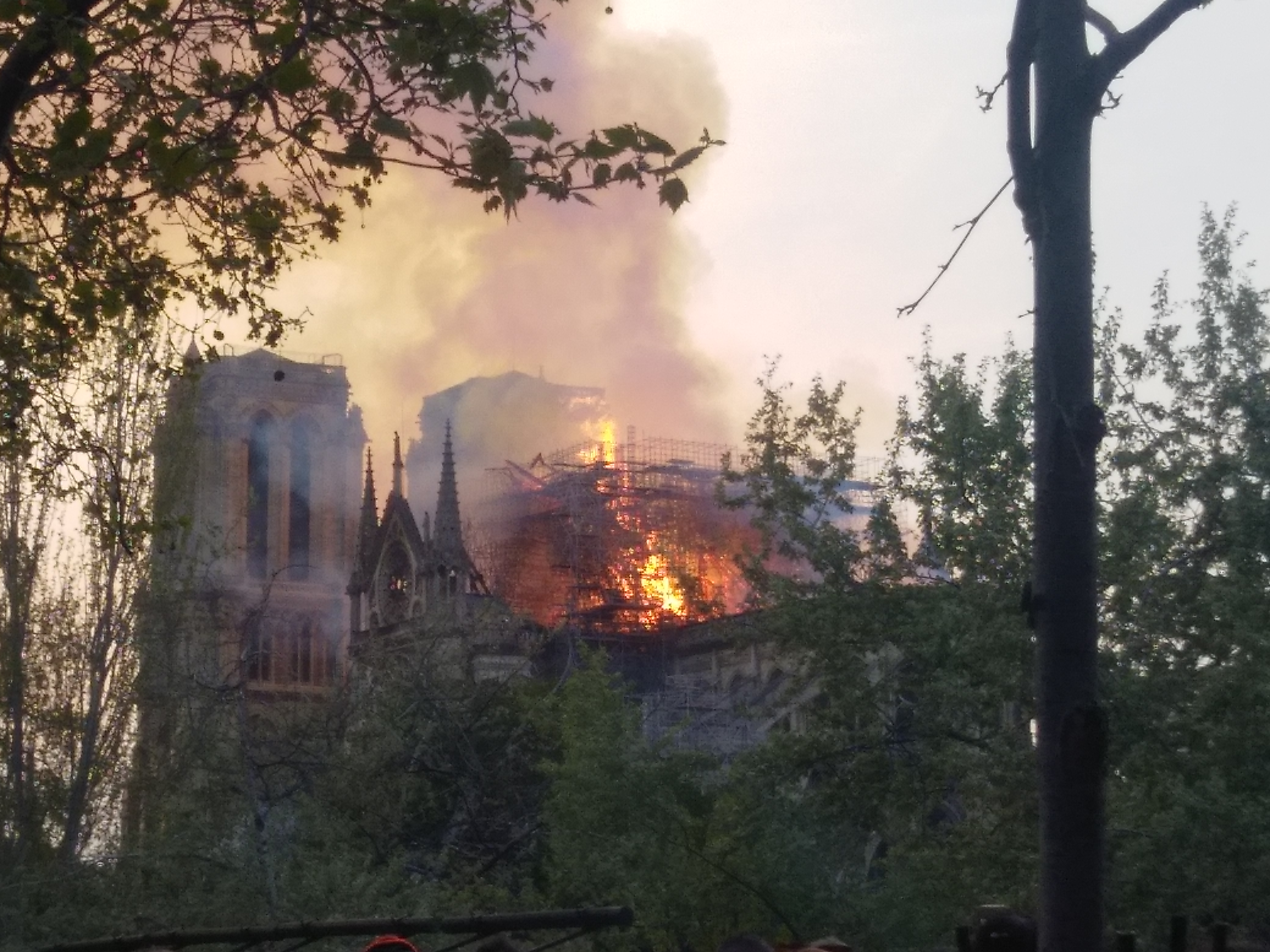
Một phần của cấu trúc nhà thờ Đức Bà bốc cháy